# كيني هاريسون (منافس ألعاب قوى)
كيني هاريسون (بالإنجليزية: Kenny Harrison) هو منافس ألعاب قوى أمريكي، ولد في 13 فبراير 1965 في ميلواكي في الولايات المتحدة.

## وصلات خارجية
- كيني هاريسون على موقع الاتحاد الدولي لألعاب القوى (الإنجليزية)
- كيني هاريسون على موقع الاتحاد الأمريكي لسباقات المضمار والميدان (الإنجليزية)
- كيني هاريسون على موقع الاتحاد الأمريكي لسباقات المضمار والميدان (الإنجليزية)
- كيني هاريسون على موقع اللجنة الأولمبية الدولية (الإنجليزية)
- كيني هاريسون على موقع أوليمبيديا (الإنجليزية)